# Salcea
Salcea er en by i distriktet  Suceava, i regionen  Vestmoldavien i det nordlige Rumænien, med 9.513 (2021) indbyggere. Den administrerer fire landsbyer: Mereni, Plopeni, Prelipca og Văratec. Salcea blev erklæret for en by i 2004.

## Beliggenhed
Salcea ligger i forbjergene til Karpaterne i de østlige Karpater, på et plateau mellem floderne Suceava i vest og Siret i øst. Byen ligger ca. 11 kilometer øst for Suceava og er bedst kendt for Suceava Lufthavn, der ligger i nærheden.